# Acacia erubescens
Acacia erubescens é uma espécie de leguminosa do gênero Acacia, pertencente à família Fabaceae.